# 山梨県道617号台ヶ原富岡線
山梨県道617号台ヶ原富岡線（やまなしけんどう617ごう だいがはらとみおかせん）は、山梨県北杜市白州町台ヶ原から長坂町富岡まで至る一般県道である。

## 概要
国道20号から釜無川を渡り、花水坂に出る。釜無川を渡る際には、幅員の広い台ヶ原橋を利用することができる。坂を上ると、長坂インターへと向かう市道と交差する。その後、中央本線と併走しながら日本航空学園の校舎（旧峡北高等学校校舎）を過ぎ、長坂町富岡へと至る。
中央本線日野春駅から旧白州町地区へのアクセスとしても利用されるため、拡幅工事などの改良が行われており、通行の便は比較的良い道路である。

### 路線データ
- 起点：山梨県北杜市白州町台ヶ原（国道20号交点）
- 終点：山梨県北杜市長坂町富岡（山梨県道17号茅野北杜韮崎線交点）
- 延長：約4.5 km

## 通過する自治体
- 山梨県北杜市

## 交差・接続する道路
- 国道20号（北杜市白州町台ヶ原）
- 山梨県道17号茅野北杜韮崎線（北杜市長坂町富岡）

## 周辺
- 尾白川橋
- 花水坂橋
- 花水坂（新富嶽百景）
- 日本航空学園 北杜キャンパス
- オオムラサキ自然公園